# Flärken (Junsele socken, Ångermanland, 706489-154295)
Flärken är en sjö i Sollefteå kommun i Ångermanland och ingår i Ångermanälvens huvudavrinningsområde. Sjön har en area på 0,157 kvadratkilometer och ligger 197,1 meter över havet. Sjön avvattnas av vattendraget Östvattenbäcken.

## Delavrinningsområde
Flärken ingår i det delavrinningsområde (706498-154252) som SMHI kallar för Utloppet av Flärken. Medelhöjden är 219 meter över havet och ytan är 0,95 kvadratkilometer. Räknas de 5 avrinningsområdena uppströms in blir den ackumulerade arean 35,82 kvadratkilometer. Östvattenbäcken som avvattnar avrinningsområdet har biflödesordning 3, vilket innebär att vattnet flödar genom totalt 3 vattendrag innan det når havet efter 115 kilometer. Avrinningsområdet består mestadels av skog (68 procent). Avrinningsområdet har 0,15 kvadratkilometer vattenytor vilket ger det en sjöprocent på 15,7 procent.